# Saavedra (Saavedra)
Pour les articles homonymes, voir Saavedra.
Saavedra est une localité argentine située dans le partido de Saavedra, dans la province de Buenos Aires. Elle a été fondée en 1888 par Cecilio López,.

## Démographie
La localité compte 2 276 habitants (Indec, 2010), ce qui représente une augmentation de 8 % par rapport au recensement précédent de 2001 qui comptait 2 107 habitants.

## Religion
| Diocèse  | Bahía Blanca              |
| -------- | ------------------------- |
| Paroisse | Nuestra Señora del Carmen |